# Mino da San Quirico
Fra' Mino da San Quirico (San Quirico d'Orcia, ... – 1334) è stato un religioso italiano, fu un inquisitore dell'ordine francescano, presente a Firenze dal 1332 al 1334.

## Biografia
Avendo una pessima fama di uomo corrotto, avido e sregolato, che usava i processi dell'inquisizione per strappare soldi agli abbienti, venne destituito nel 1334.
È probabile che a lui si sia rifatto il Boccaccio per il personaggio protagonista della sesta novella della giornata I del Decameron. In questa novella l'autore si scaglia con sagace sarcasmo contro la corruzione dei religiosi prendendo ad esempio "un frate minore inquisitore della eretica pravità, il quale, come che molto s'ingegnasse di parere santo e tenero amatore della cristiana fede, sì come tutti fanno, era non men buono investigatore di chi piena aveva la borsa, che di chi di scemo nella fede sentisse". Questo frate prende di mira un ricco cittadino e con una scusa imbandisce un severo processo. Esilarante è il tratteggio ironico del Boccaccio: 
- "Lo 'nquisitore santissimo e divoto di San Giovanni Barbadoro", riferendosi alla barba dorata del San Giovanni stampato sui fiorini d'oro.
- Oppure, [l'inquisito] "gli fece con una buona quantità della grascia di san Giovanni Boccadoro ugner le mani (la quale molto giova alle infermità delle pestilenziose avarizie de' cherici, e spezialmente de' frati minori, che denari non osan toccare)" (cioè fece versare nelle sue mani numerosi fiorini, che le unsero risanandogli l'infermità dell'avidità).

L'inquisito fu costretto a frequentare il convento di Santa Croce tutti i giorni per penitenza e un giorno trova il modo di mettere in imbarazzo il frate corrotto. Dopo l'ennesima messa egli si imprime nella testa la frase udita nel sermone che recita "Voi riceverete per ognun cento". Andato a mensa ne chiede spiegazione al frate, alla presenza di tutto il capitolo: 
(Giornata I-6, 20)
E mentre tutti ridono l'inquisitore si sente trafitto dalla propria ipocrisia e tace, e "e se non fosse che biasimo portava di quello che fatto avea, un altro processo gli avrebbe addosso fatto".